# 韋伯島 (愛德華七世地)
77°17′S 153°5′W / 77.283°S 153.083°W
韋伯島（英語：Webber Island），是南極洲的島嶼，位於愛德華七世地，處於奧爾森島和錢德勒島之間的蘇茲貝格灣南部，現時由南極條約體系管理。